# Neckera praelonga
Neckera praelonga är en bladmossart som beskrevs av Paul Pablo Günther Lorentz 1866. Neckera praelonga ingår i släktet fjädermossor, och familjen Neckeraceae. Inga underarter finns listade i Catalogue of Life.